# 다라지도
다라지도(多羅只島)는 전라남도 완도군 금일읍에 있는 섬이다. '낙타섬'이라고도 한다. 특정도서로 지정하여 관리되고 있다.
완도군 평일도 동남쪽 약 20km 지점에 위치한 무인도서로 기획재정부 소유이며, 동쪽 4~5 km 지점에 여수시 삼산면 초도가 위치하고 있다. 외해에 접하고 있어 파랑의 영향이 큰 섬으로 섬 둘레는 경사가 급한 절벽으로 이루어져 있다.
다라지도는 약 50m의 정상부를 가지는 바위로 구성된 소규모 도서이다. 섬은 '낙타섬'으로도 명명되어 있고, 섬 남단에 해식으로 분리되어 형성된 시스택 정상부의 토르(Tor)의 생김새를 빗대어 '이승만 대가리'라고 하는 별칭을 가지고 있다. 섬 북동단과 남서단에는 각기 소규모의 파식대가 형성되어 있고, 수평 노치가 약하게 발달되어 있다. 섬의 북측의 잘록한 부분은 동서로 관통하는 직사각형 동굴이 형성된 시아치(Sea Arch)가 형성되어 있다. 또한 섬의 남단의 분리되어 있는 시스택 상부에는 사람 머리 형상의 큰 바위가 얹혀져 있는 토르 지형을 볼 수 있다. 이 지형은 해수면 하강 혹은 융기로 형성된 것으로 추정되며, 이 바위의 잘록한 아랫부분은 융기 이전의 해수면이 형성되었던 곳으로 판단된다. 다양한 크기의 타포니 구조가 관찰되며, 특히 섬의 상부에도 타포니가 분포하고 있다.

## 특정도서
다라지도는 파식대, 시스택, 암탑, 해식동 등 특이지형이 형성되는 등 경관이 우수하고, 상록활엽수림 등 식생이 우수하며, 해조류가 풍부하여 독도 등 도서지역의 생태계보전에 관한 특별법에 의거 특정도서로 지정되었다.
- 지정번호 : 제61호
- 면적 : 17,844m2
- 지번 : 전라남도 완도군 금일읍 장원리 산97

## 행위 제한
특정도서안에서는 「대한민국 독도 등 도서지역의 생태계보전에 관한 특별법」 제8조에 의거 누구든지 다음 각호의 1에 해당하는 행위를 하거나 허가를 하여서는 아니된다.
- 건축물·공작물의 신축·개축·증축
- 개간·매립·준설 또는 간척
- 택지의 조성·토지의 형질변경·토지의 분할
- 공유수면의 매립
- 입목·죽의 벌채 또는 훼손
- 도로의 신설
- 흙·모래·자갈·돌의 채취, 광물의 채굴, 지하수의 개발
- 가축의 방목, 야생동물의 포획·살생 또는 그 알의 채취, 야생식물의 채취
- 특정도서에 서식하거나 도래하는 야생 동·식물 또는 특정도서 안에 존재하는 자연적 생성물을 그 섬 밖으로 반출하는 행위
- 특정도서 안으로 생태계 위해 외래 동·식물을 반입하는 행위
- 폐기물을 매립 또는 투기하는 행위
- 인화물질을 이용하여 음식물을 짓거나 야영을 하는 행위
- 지질·지형·자연적 생성물의 형상손괴 기타 이와 유사한 행위